# Rourea foreroi
Rourea foreroi är en tvåhjärtbladig växtart som beskrevs av G.A. Aymard & P.E. Berry. Rourea foreroi ingår i släktet Rourea och familjen Connaraceae. Inga underarter finns listade i Catalogue of Life.